# Ion Creangă (cartier)
Ion Creangă este un cartier din sectorul 2 al Bucureștiului.
Coordonate:  44°28'19"N   26°9'45"E